# Кирша-Рошіє
Кирша-Рошіє (рум. Cârșa Roșie) — село у повіті Караш-Северін в Румунії. Входить до складу комуни Шопоту-Ноу.
Село розташоване на відстані 341 км на захід від Бухареста, 57 км на південь від Решиці, 117 км на південний схід від Тімішоари.

## Населення
За даними перепису населення 2002 року у селі проживали 79 осіб, усі — румуни. Усі жителі села рідною мовою назвали румунську.